# ان‌جی‌سی ۷۸۴۰
ان‌جی‌سی ۷۸۴۰ (انگلیسی: NGC 7840) نام یک کهکشان در صورت فلکی ماهی است.